# Mercedes-Benz Sprinter
Le Mercedes-Benz Sprinter est un véhicule utilitaire léger du constructeur automobile allemand Mercedes-Benz en 1995 pour remplacer l'ancien et dépassé Mercedes-Benz T1N. 
Il a été développé dans le cadre d'une coentreprise avec Volkswagen qui le commercialise sous le nom de Crafter.
Il a également été assemblé aux États-Unis sous les marques Dodge et Freightliner et commercialisé sous le label Dodge Sprinter avec quelques spécificités.

## Première génération (Type 901 à 905)

### Europe
La première génération du Sprinter (mod. 903) a été lancée en Europe en 1995 pour remplacer l'obsolète Mercedes-Benz T1 datant de 1977. Cette 1re version du Sprinter a été désignée « Van de l'année » 1995.
La seconde génération du Sprinter (mod. 906) a été introduite en 2006. Il a été désigné Van de l'année 2007. Cette 2e génération du Sprinter n'a pas réussi à corriger tous les défauts reprochés à la 1re série. Il est réputé pour ses problèmes récurrents de rouille. Elle équipe l'armée suisse en tant qu'utilitaire léger.

### Amérique du Nord
La première génération (châssis VA) du Sprinter en Amérique du Nord a été lancée en 2001 aux États-Unis sous la marque Freightliner. Tous les modèles commercialisés dans les autres pays d'Amérique du Nord portaient le logo Mercedes-Benz jusqu'en 2003 quand ils ont été vendus sous la marque Dodge ou Freightliner, sauf au Mexique. Pour rajouter un peu de sportivité, Disponible avec seulement 15 exemplaires, Dodge et Mercedes ont décidé d'introduire le moteur AMG de 500ch et le SRT-8 Hemi de 431 Ch sur cette super van, ainsi que les réglages appropriés comme les freins ABS et ESP ou l'anti-patinage.
L'assemblage et la commercialisation du modèle étaient contrôlés par la société Daimler-Chrysler Vans LLC, une petite entité basée à Huntersville (Caroline du Nord). (NDL : À partir de 1998, Chrysler et Mercedes-Benz avaient fusionné et ne faisaient qu'un seul groupe. Les deux sociétés se sont séparées en 2007. Voir Daimler (entreprise)).
DaimlerChrysler Vans LLC a conservé l'entière responsabilité de la commercialisation du Sprinter sur le marché nord-américain jusqu'à la création de la division "Commercial Vehicle Chrysler" en 2004. En 2003, DaimlerChrysler a lancé la version Dodge Sprinter, strictement identique à la version badgée Freightliner.
De 2001 à 2006, les versions fourgon du Sprinter ont été fabriqués à Düsseldorf, en Allemagne, et expédiés en CKD dans une usine à Gaffney (Caroline du Sud) où ils étaient assemblés. Les versions cargo, classés comme camionnettes, étaient soumis à la fameuse chicken tax de 25 %. Les versions minibus et vans ne sont pas soumises aux mêmes restrictions fiscales et ont été importées librement par Mercedes-Benz.
La version châssis cabine de ce modèle a été assemblé dans une usine à Ladson en Caroline du Sud, pour être équipé par American LaFrance en véhicule de pompiers usine. (La société a arrêté son activité le 17 janvier 2014).
Comme son prédécesseur, la 2e version du Van passagers est importée. L'assemblage en CKD se poursuit pour les modèles utilitaires distribués par Freightliner. Cette deuxième génération du Sprinter en Amérique du Nord est une refonte complète de l'ancienne version.

### Japon
Le Sprinter a été commercialisé comme le Mercedes-Benz Transporter T1N par Toyota en utilisant le nom de Corolla.

### Spécifications techniques
|                                                 |                                |                                | 208 D 308 D 408 D 208 CDI 308 CDI 408 CDI 211 CDI 311 CDI 411 CDI | 213 CDI 313 CDI 413 CDI           | 210 D 310 D 410 D                 | 212 D 312 D 412 D                 | 216 CDI 316 CDI 416 CDI 616 CDI |                               |                                   |
| Période de construction                         | 1995 – 2000                    |                                |                                                                   | 2000 – 2006                       | 2000 – 2006                       | 1995 – 2000                       | 1995 – 2000                     | 2000 – 2006                   |                                   |
| Caractéristiques du moteur                      |                                |                                |                                                                   |                                   |                                   |                                   |                                 |                               |                                   |
| Série de moteurs                                | M 111 E 23                     | M 111 E 23                     | OM 601 D 23                                                       | OM 611 DE 22 LA                   | OM 611 DE 22 LA                   | OM 611 DE 22 LA                   | OM 602 DE 29 LA                 | OM 602 DE 29 LA               | OM 612 DE 27 LA                   |
| Identification du moteur                        | 111.979                        | 111.984                        | 601.943                                                           | 611.987                           | 611.981                           | 611.981                           | 602.980                         | 602.980                       | 612.981                           |
| Type de moteur                                  | Moteur essence R4              | Moteur essence R4              | Moteur diesel R4                                                  | Moteur diesel R4                  | Moteur diesel R4                  | Moteur diesel R4                  | Moteur diesel R5                | Moteur diesel R5              | Moteur diesel R5                  |
| Nombre de soupapes par cylindre                 | 4                              | 4                              | 2                                                                 | 4                                 | 4                                 | 4                                 | 2                               | 2                             | 4                                 |
| Contrôle des vannes                             | Double arbre à cames, Chaîne   | Double arbre à cames, Chaîne   | Arbre à Cames, Chaîne.                                            | Double arbre à cames, Chaîne      | Double arbre à cames, Chaîne      | Double arbre à cames, Chaîne      | Arbre à cames, Chaîne.          | Arbre à cames, Chaîne.        | Double crbre à cames, Chaîne      |
| Mélange                                         | Injection par collecteur (en)  | Injection par collecteur (en)  | Préchambre Injection                                              | Injection directe à rampe commune | Injection directe à rampe commune | Injection directe à rampe commune | Injection directe               | Injection directe             | Injection directe à rampe commune |
| Suralimentation                                 | –                              | –                              | –                                                                 | Turbocompresseur                  | Turbocompresseur, Intercooler     | Turbocompresseur, Intercooler     | Turbocompresseur, Intercooler   | Turbocompresseur, Intercooler | Turbocompresseur, Intercooler     |
| Refroidissement                                 | Refroidissement par eau        | Refroidissement par eau        | Refroidissement par eau                                           | Refroidissement par eau           | Refroidissement par eau           | Refroidissement par eau           | Refroidissement par eau         | Refroidissement par eau       | Refroidissement par eau           |
| Alésage × course                                | 90,9 × 88,4 mm                 | 90,9 × 88,4 mm                 | 89,0 × 92,4 mm                                                    | 88,0 × 88,3 mm                    | 88,0 × 88,3 mm                    | 88,0 × 88,3 mm                    | 89,0 × 92,4 mm                  | 89,0 × 92,4 mm                | 88,0 × 88,3 mm                    |
| Cylindrée                                       | 2 295 cm3                      | 2 295 cm3                      | 2 299 cm3                                                         | 2 148 cm3                         | 2 148 cm3                         | 2 148 cm3                         | 2 874 cm3                       | 2 874 cm3                     | 2 685 cm3                         |
| Taux de compression                             | 10,4:1                         | 10,4:1                         | 22,0:1                                                            | 18,0:1                            | 18,0:1                            | 18,0:1                            | 19,5:1                          | 19,5:1                        | 18,0:1                            |
| Puissance maximale                              | 105 kW (173 ch) à 5 000 tr/min | 105 kW (173 ch) à 5 000 tr/min | 58 kW (82 ch) à 3 800 tr/min                                      | 60 kW (80 ch) à 3 800 tr/min      | 80 kW (110 ch) à 3 800 tr/min     | 95 kW (111 ch) à 3 800 tr/min     | 75 kW (149 ch) à 3 400 tr/min   | 90 kW (153 ch) à 3 800 tr/min | 115 kW (156 ch) à 3 800 tr/min    |
| Couple max.                                     | 210 N m à 4 000 tr/min         | 215 N m à 3 200–4 700 tr/min   | 152 N m à 2 300–3 000 tr/min                                      | 200 N m à 1 400–2 600 tr/min      | 270 N m à 1 400–2 400 tr/min      | 300 N m à 1 600–2 400 tr/min      | 250 N m à 2 000 tr/min          | 280 N m à 2 000–2 300 tr/min  | 330 N m à 1 400–2 400 tr/min      |
| Transmission                                    |                                |                                |                                                                   |                                   |                                   |                                   |                                 |                               |                                   |
| De série                                        | Propulsion                     | Propulsion                     | Propulsion                                                        | Propulsion                        | Propulsion                        | Propulsion                        | Propulsion                      | Propulsion                    | Propulsion                        |
| Optionnelle                                     | –                              | Transmission intégrale         | –                                                                 | –                                 | Transmission intégrale            | Transmission intégrale            | –                               | Transmission intégrale        | Transmission intégrale            |
| Boite de série                                  | BVM à 5 rapports               | BVM à 5 rapports               | BVM à 5 rapports                                                  | BVM à 5 rapports                  | BVM à 5 rapports                  | BVM à 5 rapports                  | BVM à 5 rapports                | BVM à 5 rapports              | BVM à 5 rapports                  |
| Boite optionnelle                               | BVA à 4 rapports               | –                              | –                                                                 | Sprintshift en 6 étapes(de)       | Sprintshift en 6 étapes(de)       | Sprintshift en 6 étapes(de)       | BVA à 4 rapports                | BVA à 4 rapports              | Sprintshift en 6 étapes           |
| Boite optionnelle                               | BVA à 4 rapports               | –                              | –                                                                 | Sprintshift en 6 étapes(de)       | Sprintshift en 6 étapes(de)       | Sprintshift en 6 étapes(de)       | BVA à 4 rapports                | BVA à 4 rapports              | BVA à 5 rapports                  |
| Valeurs mesurées                                |                                |                                |                                                                   |                                   |                                   |                                   |                                 |                               |                                   |
| Vitesse maximale                                | 140–155 km/h                   | 155–165 km/h                   | 160–175 km/h                                                      | 170–185 km/h                      | 180–199 km/h                      | 180–200 km/h                      |                                 |                               |                                   |
| Consommation de carburant aux 100 km (combinée) |                                | 12,6 l S                       |                                                                   | 10,7 l D                          | 8,5–8,9 l D                       | 8,5–8,9 l D                       |                                 |                               | 8,7 l D                           |
| Émissions de CO2 (combinées)                    |                                | 301 g/km                       |                                                                   | 282 g/km                          | 224–236 g/km                      | 224–236 g/km                      |                                 |                               | 228 g/km                          |

1. ↑  616 CDI uniquement disponible à partir de 2001.

## Deuxième génération (Type 906)

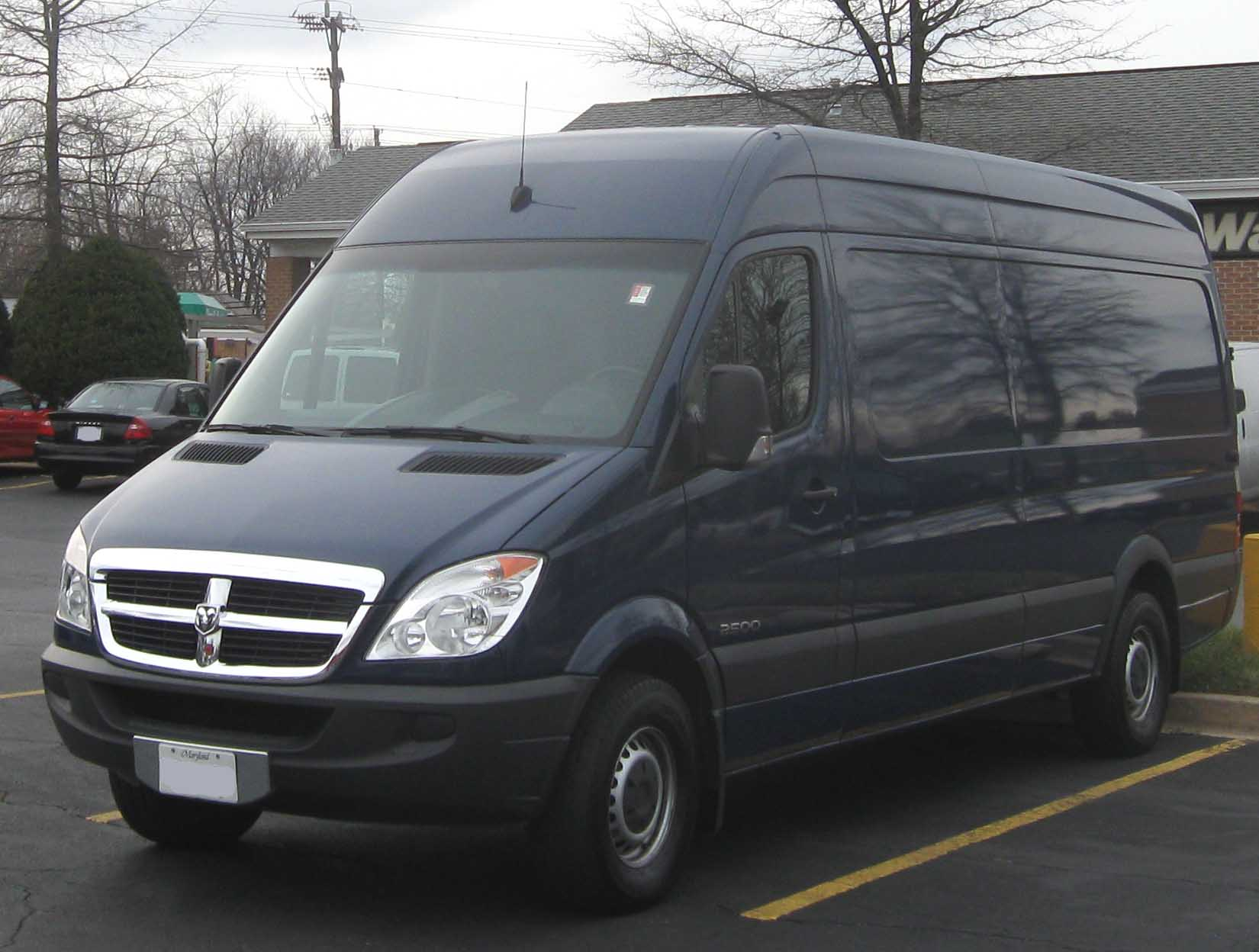
Dodge Sprinter 2e génération

La 2e génération du Sprinter (mod. 906) a été lancée au début de l'année 2007. Il est également connu sous le nom de NCV3 pour Nouveau Concept Van 3. Le NCV3 est apparu en Europe et dans d'autres pays avec le MY 2006. En Amérique du Nord, le NCV3 a été commercialisé avec l'année modèle 2007.
La version cargo du NCV3 est disponible avec deux empattements (3,25 et 4,325 mm), deux hauteurs de toit et trois longueurs (court 5,245, normal 6,910 et long 7,345 mm), et deux poids (2,0 et 4,4 tonnes) avec roues arrière simples ou jumelées selon le PTC. L'empattement court et la monte de pneus simples à l'arrière ne sont pas disponibles sur le marché américain. La version fourgon USA est toujours assemblée en CKD dans l'usine de Ladson, en Caroline du Sud, tandis que les modèles de tourisme sont importés directement d'Allemagne.
Le modèle de deuxième génération (906) a également été produit en Argentine que pour les marchés d'exportation à l'exception du Mercosur (Brésil, Uruguay et Paraguay), de 2007 à 2010. À partir du mois de septembre 2011, la production du Sprinter 906 de 2e génération a été regroupée dans l'usine du Centro Industrial J. Manuel Fangio, à Buenos Aires avec le nouveau moteur OM 651 fabriqué localement, exportée en Amérique y compris le Mercosur. Depuis 2012, il est fabriqué dans 40 pays.

### Restylage

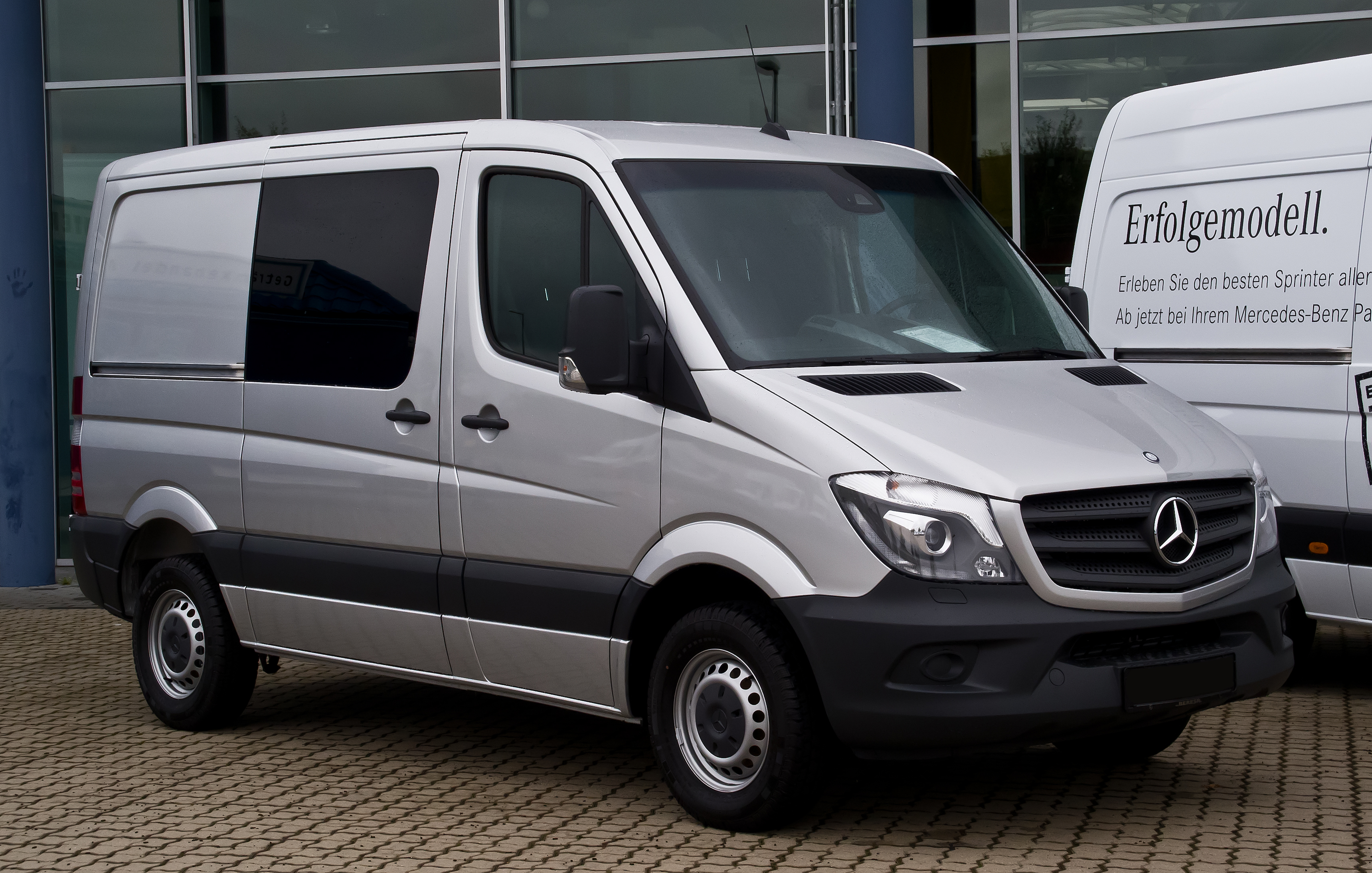
Mercedes-Benz Sprinter II Phase II

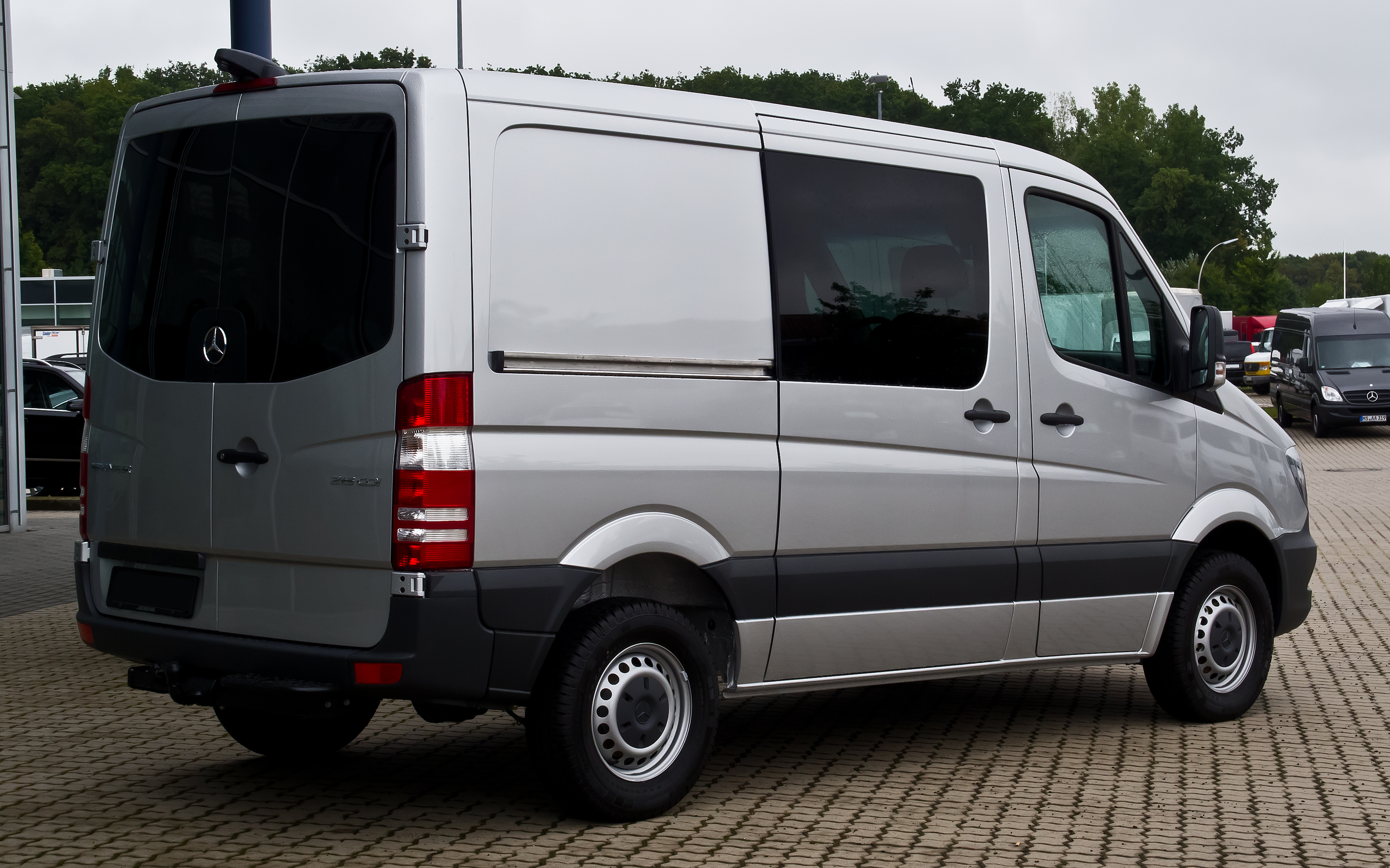
Mercedes-Benz Sprinter II Phase II

Fin 2013, le Sprinter a été restylé.

## Troisième génération (2018- )
Le nouveau Sprinter est sorti des usines Mercedes-Benz a Düsseldorf et Ludwigsfelde le 6 avril 2018. Il est apparu dans les concessions en juin 2018. Pour la première fois de son histoire, le Sprinter est disponible en traction.
En 2018, Amazon commande 20 000 Sprinter, produits aux États-Unis.
En 2023, la version électrique du Sprinter, baptisée eSprinter, est profondément revue d'un point de vue technique. Sa gamme s'élargit par ailleurs, avec désormais deux longueurs, L2 et L3. L'eSprinter passe de la traction à la propulsion. Enfin, trois différentes tailles de batteries sont proposées.